# Masters de golf de 2009
Navigation
Masters 2008 Masters 2010
Le Masters 2009 est la 73e édition du Masters qui se dispute annuellement à l'Augusta National Golf Club situé dans la ville d'Augusta dans l'État de Géorgie aux États-Unis. Il est dans le calendrier le premier des quatre tournois majeurs annuels reconnus par les trois principaux circuits professionnels (PGA Tour, Tour européen PGA et le Japan Golf Tour), suivent l'Open américain, l'Open britannique et le Championnat de la PGA.
Disputé entre le 9 et le 12 avril 2009, le Masters 2009 fut remporté par l'Argentin Ángel Cabrera (qui avait auparavant remporté un seul tournoi majeur : l'Open américain 2007), c'est la première fois qu'un Sud-Américain est vainqueur de ce tournoi, il succède au Sud-Africain Trevor Immelman. Il s'impose au terme d'un play-off (sur deux trous) disputé avec les Américains Kenny Perry et Chad Campbell.
Enfin les anciens vainqueurs du tournoi Fuzzy Zoeller et Gary Player disputent à cette édition leur dernier Masters de leurs carrière.

## Qualifications
Le Masters a la particularité de rester officiellement un tournoi majeur sur invitation, cependant il y a un processus de qualification défini. En théorie, le club peut refuser tout participant qualifié. Lors de cette édition 2009, 96 golfeurs ont reçu leur invitation.

### Différentes catégories de qualifications 2009
Les golfeurs invités doivent remplir au moins de ces conditions :
- Les anciens vainqueurs du Masters.
- Les cinq derniers vainqueurs de l'Open américain, de l'Open britannique et du Championnat de la PGA.
- Les deux derniers vainqueurs du Players Championship.
- Les deux premiers du Championnat de golf amateur des États-Unis 2008.
- Le vainqueur du Championnat de golf amateur de Grande-Bretagne 2008.
- Le vainqueur de l'US Amateur Public Links 2008.
- Le vainqueur de l'US Mid-Amateur 2008.
- Les seize premiers du Masters 2008.
- Les huit premiers de l'Open américain 2008.
- Les quatre premiers de l'Open britannique et du Championnat de la PGA.
- Les 30 premiers de la money list 2008 de la PGA Tour 2008.
- Les 30 golfeurs qualifiés au Tour Championship 2008.
- Les vainqueurs d'un tournoi PGA permettant la qualification au Tour Championship disputé entre le Masters 2008 et le Masters 2009.
- le top 50 de l'Official World Golf Ranking au 31 décembre 2008.
- le top 50 de l'Official World Golf Ranking au 29 mars 2009.

96 golfeurs ont reçu une invitation au Masters 2009. Seul le Japonais Ryo Ishikawa (17 ans) a reçu une invitation sans qu'il ne remplit aucun de ces critères.

### Les 96 participants
Les 96 participants par nation :
| Participant    | Participant     | Participant      | Participant    | Participant          | Participant       |
| -------------- | --------------- | ---------------- | -------------- | -------------------- | ----------------- |
| Briny Baird    | Justin Leonard  | Kevin Sytherland | Richard Sterne | Adam Scott           | Graeme McDowell   |
| Chad Campbell  | Hunter Mahan    | D.J. Trahan      | Paul Casey     | Martin Kaymer        | Rory McIlroy      |
| Stewart Cink   | Billy Mayfair   | Nick Watney      | Luke Donald    | Bernhard Langer      | Vijay Singh       |
| Fred Couples   | Rocco Mediate   | Bubba Watson     | Ross Fisher    | Stephen Ames         | Michael Campbell  |
| Ben Crenshaw   | John Merrick    | Tom Watson       | Ian Poulter    | Mike Weir            | Danny Lee         |
| Ben Curtis     | Phil Mickelson  | Boo Weekley      | Justin Rose    | Camilo Villegas      | Ryuji Imada       |
| Ken Duke       | Larry Mize      | Steve Wilson     | Lee Westwood   | Choi Kyung-Ju        | Ryo Ishikawa      |
| Steve Flesch   | Jack Newman     | Tiger Woods      | Oliver Wilson  | Y.E. Yang            | Shingo Katayama   |
| Raymond Floyd  | Sean O'Hair     | Fuzzy Zoeller    | Ángel Cabrera  | Søren Hansen         | Reinier Saxton    |
| Jim Furyk      | Mark O'Meara    | Tim Clark        | Andrés Romero  | Søren Kjeldsen       | Ian Woosnam       |
| Todd Hamilton  | Pat Perez       | Ernie Els        | Robert Allenby | Sandy Lyle           | Robert Karlsson   |
| Dudley Hart    | Kenny Perry     | Retief Goosen    | Stuart Appleby | Sergio García        | Carl Pettersson   |
| Dustin Johnson | Chez Reavie     | Trevor Immelman  | Aaron Baddeley | Miguel Angel Jimenez | Henrik Stenson    |
| Zach Johnson   | Brandt Snedeker | Louis Oosthuizen | Mathew Goggin  | Jose Maria Olazabal  | Lin Wen-Tang      |
| Anthony Kim    | Craig Stadler   | Gary Player      | Greg Norman    | Alvaro Quiros        | Prayad Marksaeng  |
| Drew Kittleson | Steve Stricker  | Rory Sabbatini   | Geoff Ogilvy   | Padraig Harrington   | Jeev Milkha Singh |

## Déroulement du tournoi
Le Masters se joue sur quatre jours avec un parcours quotidien de 18 trous. Au total, les golfeurs ayant passé le cut auront disputé 72 trous (sans compter les play-offs). Au deuxième jour, les 44 premiers ou les golfeurs étant à dix coups du leader poursuivent le tournoi après le cut.

### Compétition du par 3
Précédant le tournoi, une compétition annuelle sur un parcours de 9 trous composé uniquement de par 3 est organisée le mercredi 8 avril. Avec une carte de 22 c'est-à-dire de 5 sous le par, c'est le Sud-Africain Tom Clark qui s'impose avec deux coups d'avance sur l'Espagnol José Maria Olazábal et l'Américain Jack Newman.

### 1erjour
Les conditions de jeu sont ensoleillées avec un vent calme. l'Américain Chad Campbell avec un 7 sous le par avec notamment cinq birdies consécutifs sur les cinq premiers trous (un record à Augusta) prend la tête du tournoi avec un coup d'avance sur les Américains Jim Furyk et Hunter Mahan, et deux coups d'avance sur le Japonais Shingo Katayama et l'Américain Larry Mize. Auteur de deux bogeys sur les deux derniers trous, il n'égale pas le score de 63 réalisé auparavant par Nick Price et Greg Norman (ce dernier dispute par ailleurs pour la première fois le Masters après sept ans d'absence).
De leurs côtés, Tiger Woods, grand favori, rend une carte de 70, Padraig Harrington (vainqueur des deux derniers majeurs) une carte de 69, Phil Mickelson une carte de 73 et le tenant du titre Trevor Immelman une carte de 71.

### 2ejour
Chad Campbell conserve sa place de leader avec un score de 70 (deux sous le par) mais est rejoint par l'Américain Kenny Perry, auteur de cinq birdies et d'une carte de 67. Les anciens vainqueurs du Masters Fuzzy Zoeller (en 1979) accompagné de sa fille comme cadet et Gary Player (triple vainqueur en 1961, 1974 et 1978) ont disputé leur dernier parcours de leur carrière sur Augusta, tous deux n'ont pu passer le cut, ce dernier fut accueilli à la sortie du 18e trou par tous les participants sud-africains de l'épreuve (Trevor Immelman, Richard Sterne, Rory Sabbatini et Louis Oosthuizen) et le président du club Augusta National Billy Payne.
Le jeune Anthony Kim réussit un score de 65 et détient désormais le record de birdies sur le parcours d'Augusta avec onze birdies, il remonte à la 6e place.
Le cut, fixé à la 44e place, est de +1. C'est au total 50 golfeurs qui ont la possibilité de poursuivre le tournoi. À ce moment du tournoi, 32 golfeurs sont sous le par.

### 3ejour
Kennt Perry fait un 2 sous le par et reste en tête, il est rejoint par Ángel Cabrera, auteur d'une carte de 69. L'ancien leader Chad Campbell occupe la troisième place à deux coups des co-leaders, il était en tête jusqu'au 16e trou mais y exécute un double-bogey, il fait donc juste le par. Cinq joueurs réalisent un 4 sous le par ce jour-ci : Jim Furik, Steve Stricker, Sean O'Hair, Ian Poulter et Steve Flesch.

### 4ejour
Phil Mickelson réalise ce dernier jour six birdies lors de l'aller avec un score de 30 (égalant Johnny Miller, Greg Norman et Choi Kyung-Ju) avant de faire un double bogey au 12e trou. Lenny Perry reste seul en tête avant de réaliser deux bogeys lors du 17 et 18e trou, cela permet à Ángel Cabrera et Chad Campbell de revenir à égalité sur lui et le contraint à jouer un play-off.
Sur le trou 18, Chad Campbell est éliminé. Perry et Cabrera restent à égalité, un deuxième trou est alors disputé (le 10) où la victoire revient à Cabrera, ce dernier devenant le premier Argentin vainqueur du Masters, 41 ans après que son compatriote Roberto de Vicenzo rate un play-off au Masters en 1968 en signant une mauvaise carte.
Au classement final, ce sont dix Américains qui se placent aux douze premières places.
| Classement final |                      |                 |        |
| Rang             | Golfeur              | Score           | Au par |
| 1                | Ángel Cabrera        | 68-68-69-71=276 | -12    |
| T2               | Chad Campbell        | 65-70-72-69=276 | -12    |
| T2               | Kenny Perry          | 68-67-70-71=276 | -12    |
| 4                | Shingo Katayama      | 67-73-70-68=278 | -10    |
| 5                | Phil Mickelson       | 73-68-71-67=279 | -9     |
| T6               | John Merrick         | 68-72-74-66=280 | -8     |
| T6               | Steve Flesch         | 71-74-68-67=280 | -8     |
| T6               | Tiger Woods          | 70-72-70-68=280 | -8     |
| T6               | Steve Stricker       | 72-69-68-71=280 | -8     |
| T10              | Hunter Mahan         | 66-75-71-69=281 | -7     |
| T10              | Sean O'Hair          | 68-76-68-69=281 | -7     |
| T10              | Jim Furyk            | 66-74-68-73=281 | -7     |
| T13              | Camilo Villegas      | 73-69-71-69=282 | -6     |
| T13              | Tim Clark            | 68-71-72-71=282 | -6     |
| T15              | Geoff Ogilvy         | 71-70-73-69=283 | -5     |
| T15              | Todd Hamilton        | 68-70-72-73=283 | -5     |
| T17              | Graeme McDowell      | 69-73-73-69=284 | -4     |
| T17              | Aaron Baddeley       | 68-74-73-69=284 | -4     |
| 19               | Nick Watney          | 70-71-71-73=285 | -3     |
| T20              | Paul Casey           | 72-72-73-69=286 | -2     |
| T20              | Ryuji Imada          | 73-72-72-69=286 | -2     |
| T20              | Trevor Immelman      | 71-74-72-69=286 | -2     |
| T20              | Rory McIlroy         | 72-73-71-70=286 | -2     |
| T20              | Sandy Lyle           | 72-70-73-71=286 | -2     |
| T20              | Justin Rose          | 74-70-71-71=286 | -2     |
| T20              | Anthony Kim          | 75-65-72-74=286 | -2     |
| T20              | Stephen Ames         | 73-68-71-74=286 | -2     |
| T20              | Ian Poulter          | 71-73-68-74=286 | -2     |
| T20              | Rory Sabbatini       | 73-67-70-76=286 | -2     |
| T30              | Ross Fisher          | 69-76-73-69=287 | -1     |
| T30              | Stuart Appleby       | 72-73-71-71=287 | -1     |
| T30              | Larry Mize           | 67-76-72-72=287 | -1     |
| T30              | Vijay Singh          | 71-70-72-74=287 | -1     |
| T30              | Dustin Johnson       | 72-70-72-73=287 | -1     |
| T35              | Ben Curtis           | 73-71-74-70=288 | E      |
| T35              | Ken Duke             | 71-72-73-72=288 | E      |
| T35              | Pádraig Harrington   | 69-73-73-73=288 | E      |
| T38              | Robert Allenby       | 73-72-72-72=289 | +1     |
| T38              | Henrik Stenson       | 71-70-75-73=289 | +1     |
| T38              | Luke Donald          | 73-71-72-73=289 | +1     |
| T38              | Sergio García        | 73-67-75-74=289 | +1     |
| 42               | Bubba Watson         | 72-72-73-73=290 | +2     |
| 43               | Lee Westwood         | 70-72-70-79=291 | +3     |
| T44              | Dudley Hart          | 72-72-73-76=293 | +5     |
| T44              | D. J. Trahan         | 72-73-72-76=293 | +5     |
| T46              | Kevin Sutherland     | 69-76-77-72=294 | +6     |
| T46              | Mike Weir            | 68-75-79-72=294 | +6     |
| T46              | Miguel Ángel Jiménez | 70-73-78-73=294 | +6     |
| T49              | Rocco Mediate        | 73-70-78-77=298 | +10    |
| T49              | Andrés Romero        | 69-75-77-77=298 | +10    |

## Dotations
Angel Cabrera empoche à l'issue de ce tournoi la somme de 1 350 000 dollars (environ 1,022 million d'euros).